# Frommermann
Frommermann is een Nederlandse close harmonyformatie die in 2005, aanvankelijk enkel bij gelegenheid van het Amsterdamse Grachtenfestival, werd opgericht. Op grond van de positieve reacties op dit eerste optreden, werd besloten een min of meer permanent gezelschap te vormen. De groep heeft haar naam ontleend aan Harry Frommermann, in 1927 oprichter van de Duitse groep Comedian Harmonists.
Het eerste eigen programma van de groep, getiteld 'De Stilte aan Stukken', was geheel gewijd aan het oeuvre van de 'Comedian Harmonists', een groep van vijf zingende mannen en een pianist, waarvan de muziek tijdens het nationaalsocialisme gold als entartet. Frommermann treedt sinds zijn oprichting veelvuldig in Nederland op, zowel met eigen tournees, als met optredens bij bijzondere gelegenheden zoals de dodenherdenking. De groep heeft drie cd's opgenomen. 